# Baluní

Els Baluní (armeni Բալունի) o també Paluní van ser una família de nakharark (nobles) d'Armènia amb possessions al Balahovit (Balabitene) i Tsopq Sofene. Una branca també va tenir terres a Baspracània. Els prínceps Baluní eren una resta del poble Bala o Puli dels registres hitites, situat entre l'Astianene i Taron. Una altra branca d'aquesta nissaga eren els prínceps de Balabitene.
L'any 439 quan el Taron occidental va passar dels Gregòrides als Mamiconis, els Baluní, que potser depenien dels gregòrides, devien passar a dependre dels nous senyors. Seria aleshores que una branca va emigrar a Baspracània on haurien creat un petit domini que van anomenar Balunik o Palunik.
Un nakharar de nom Varaz Shapuh s'esmenta cap a l'any 445 i un Artak Baluní va participar en la revolta nacional armènia de l'any 451 on Vardanes II Mamiconi es va aixecar contra el rei Isdigerdes II, junt amb un altre Varaz Shapuh, probablement diferent del primer. Tot i la derrota, el 480 tornaven a dominar les seves terres del Balunik sota Papal però probablement sotmesos a l'Imperi Romà d'Orient. Un Varas Baluní s'esmenta com a nakharar encara l'any 506. Després es devien extingir i desapareixen de les fonts.